# Paul Falk (konståkare)
Paul Falk, född 21 december 1921 i Dortmund, död 21 maj 2017 i Queidersbach, är en tysk före detta konståkare.
Falk blev olympisk guldmedaljör i konståkning vid vinterspelen 1952 i Oslo.